# كيندرا غودوين
كيندرا غودوين (بالإنجليزية: Kendra Goodwin)‏ هي راقصة على الجليد أمريكية، ولدت في 27 أكتوبر 1982 في جاوة في إندونيسيا.

## وصلات خارجية
- كيندرا غودوين على موقع الاتحاد الدولي للتزلج (الإنجليزية)
- كيندرا غودوين على موقع الاتحاد الدولي للتزلج (الإنجليزية)